# Circonscription électorale de Yamagata
La circonscription électorale de Yamagata (山形県選挙区, Yamagata-ken senkyo-ku) est une subdivision électorale de la Chambre des conseillers du Japon, représentant la préfecture de Yamagata. Deux conseillers y sont élus au scrutin uninominal majoritaire à un tour.

## Conseillers
| Série 1 (1947 : 1er, mandat de 6 ans) | Série 1 (1947 : 1er, mandat de 6 ans) | Élection                      | Série 2 (1947 : 2e, mandat de 3 ans) | Série 2 (1947 : 2e, mandat de 3 ans) |
| ------------------------------------- | ------------------------------------- | ----------------------------- | ------------------------------------ | ------------------------------------ |
|                                       | Shigeyasu Kosugi (ja) (Ind.)          | 1947                          |                                      | Rokurōbee Ogata (ja) (Ind.)          |
| 1950                                  | Shigeyasu Kosugi (ja) (Ind.)          |                               | Mataji Kobayashi (ja) (PSJ)          |                                      |
|                                       | Saburō Unno (ja) (PSJ de gauche)      | 1953                          | Mataji Kobayashi (ja) (PSJ)          |                                      |
| 1956                                  | Saburō Unno (ja) (PSJ de gauche)      | Yasusuke Matsuzawa (ja) (PSJ) |                                      |                                      |
|                                       | Michio Murayama (ja) (PLD)            | Yasusuke Matsuzawa (ja) (PSJ) | 1959                                 |                                      |
| ,1959                                 | Michio Murayama (ja) (PLD)            |                               | Isami Shirai (ja) (PLD)              |                                      |
| 1962                                  | Michio Murayama (ja) (PLD)            |                               | Isami Shirai (ja) (PLD)              |                                      |
| Gorō Itō (ja) (PLD)                   | 1965                                  |                               | Isami Shirai (ja) (PLD)              |                                      |
| Gorō Itō (ja) (PLD)                   | 1968                                  |                               | Isami Shirai (ja) (PLD)              |                                      |
| Gorō Itō (ja) (PLD)                   | 1971                                  |                               | Isami Shirai (ja) (PLD)              |                                      |
| Gorō Itō (ja) (PLD)                   | 1974                                  | Tōkichi Abiko (ja) (PLD)      |                                      |                                      |
| Keigi Furuya (ja) (PLD)               | 1977                                  | Tōkichi Abiko (ja) (PLD)      |                                      |                                      |
| Keigi Furuya (ja) (PLD)               | 1980                                  | Tōkichi Abiko (ja) (PLD)      |                                      |                                      |
| Keigi Furuya (ja) (PLD)               | 1983                                  | Tōkichi Abiko (ja) (PLD)      |                                      |                                      |
| Keigi Furuya (ja) (PLD)               | 1986                                  | Teibin Suzuki (ja) (PLD)      |                                      |                                      |
|                                       | Yasumasu Hoshikawa (ja) (Rengō)       | Teibin Suzuki (ja) (PLD)      | 1989                                 |                                      |
| 1992                                  | Yasumasu Hoshikawa (ja) (Rengō)       | Teibin Suzuki (ja) (PLD)      |                                      |                                      |
|                                       | Masatoshi Abe (ja) (Ind.)             | Teibin Suzuki (ja) (PLD)      | 1995                                 |                                      |
| 1998                                  | Masatoshi Abe (ja) (Ind.)             | Kōichi Kishi (PLD)            |                                      |                                      |
|                                       | Masatoshi Abe (PLD)                   | Kōichi Kishi (PLD)            | 2001                                 |                                      |
| 2004                                  | Masatoshi Abe (PLD)                   | Kōichi Kishi (PLD)            |                                      |                                      |
|                                       | Yasue Funayama (PDJ)                  | Kōichi Kishi (PLD)            | 2007                                 |                                      |
| 2010                                  | Yasue Funayama (PDJ)                  | Kōichi Kishi (PLD)            |                                      |                                      |
|                                       | Mizuho Ōnuma (ja) (PLD)               | Kōichi Kishi (PLD)            | 2013                                 |                                      |
| 2016                                  | Mizuho Ōnuma (ja) (PLD)               |                               | Yasue Funayama (Ind.)                |                                      |
|                                       | Michiya Haga (ja) (Ind.)              | 2019                          | Yasue Funayama (Ind.)                |                                      |
| 2022                                  | Michiya Haga (ja) (Ind.)              |                               | Yasue Funayama (PDP)                 |                                      |
| 2025                                  | Michiya Haga (ja) (Ind.)              |                               | Yasue Funayama (PDP)                 |                                      |